# Ghiandole otricolari bulbouretrali

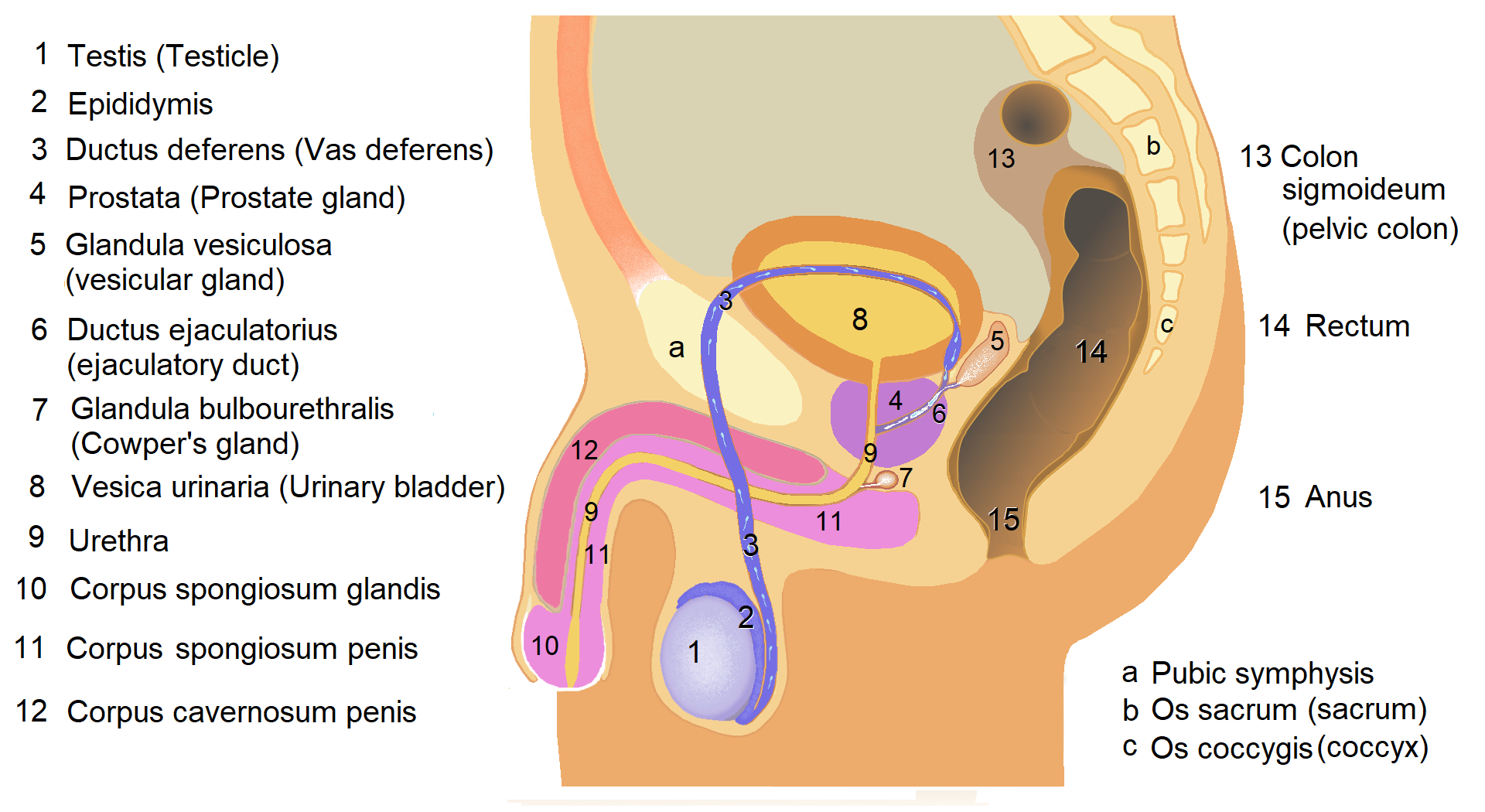
Anatomia dell'apparato urogenitale

Le ghiandole tubulo-otricolari bulbouretrali, dette anche ghiandole otricolari di Cowper, bulbo-otricolari o elementi ghiandolari di Cowper, sono numerose ghiandole parauretrali situate a livello dell'uretra bulbare e, in minor parte, dell'uretra membranosa. I loro dotti parauretrali sboccano a livello dell'ampolla uretrale.
Sono sempre raggruppate in grappoli "a corallo ramificato" avvolti da una capsula fibromuscolare (cluster), che costituiscono buona parte della massa delle quattro principali ghiandole di Cowper (accessorie e diaframmatiche), nonché delle ghiandole bulbouretrali di Kobelt; il loro diametro verticale ammonta a circa 2 mm, e la forma è conica. Svolgono un importante ruolo nella produzione del liquido preseminale, nonché dell'antigene prostatico specifico (PSA) e di un potente secreto protettivo, il fattore antimicrobico di Cowper, che difende e sfiamma l'uretra maschile.
Saltuariamente, è possibile rinvenire alcune di queste ghiandole in posizione isolata nel canale uretrale, fuori dalla capsula: in questo caso (ectopia) si parla di ghiandole bulbouretrali aberranti.

## Nomi e classificazione

### Nomi
Le ghiandole tubulo-otricolari di Cowper vengono anche dette ghiandole otricolari di Cowper, bulbouretrali otricolari, bulbari otricolari o bulbo-otricolari. Più rara è la dizione elementi glandulari (o ghiandolari) di Cowper o elementi bulbouretrali.
Seppur raramente, i manuali più antichi usano la dizione ghiandole tubulo-atricolari od atricolari.

### Eponimo
Le ghiandole bulbouretrali nel loro complesso sono state studiate dell'anatomista inglese William Cowper. L'analisi dettagliata delle ghiandole otricolari risale però al secolo successivo, e non è contraddistinta da un eponimo specifico.

### Classificazione
Esistono numerose classificazioni possibili per queste ghiandole uretrali:
- Dal momento che queste ghiandole sono collocate relativamente vicino all'uretra (in cui sboccano i loro dotti uretrali), ma non sono contigue alla mucosa, vengono classificate tra le ghiandole parauretrali esocrine o ghiandole uretrali profonde.[14][15]

- Nonostante la loro funzione sia quasi completamente esocrina (emissione del secreto nel canale uretrale attraverso i dotti di Cowper), svolgono anche una minimale attività endocrina, immettendo una piccola parte dell'antigene prostatico specifico (PSA) nel circolo sanguigno.[19][20][21]

- Dal punto di vista della forma, appartengono alla categoria delle ghiandole tubulo-otricolari ramificate, una variante peculiare e molto complessa delle ghiandole tubulo-alveolari composte.[3][4][18]

## Anatomia

### Descrizione generale

Schema con i rapporti anatomici delle ghiandole bulbouretrali diaframmatiche

Le principali ghiandole bulbouretrali sono ghiandole di notevoli dimensioni, appartenenti alle ghiandole uretrali accessorie dell'apparato urogenitale e collocate a livello dell'uretra membranosa e dell'uretra bulbare; i loro dotti si riversano a livello dell'ampolla uretrale, attraverso le lacune uretrali chiamate orifizi dei dotti di Cowper. Le due ghiandole più prominenti sono quelle accessorie, collocate nel bulbo del corpo spugnoso entro i muscoli uretrale e bulboglandulare; seguono le ghiandole diaframmatiche, situate nel compressore uretrale dello sfintere uretrale esterno, i cui dotti (riuniti in coppi maggiori) attraversano il diaframma urogenitale fino a raggiungere la fossa del bulbo. Infine, un numero molto variabile di ghiandole più piccole e omologhe delle ghiandole maggiori, chiamate ghiandole bulbouretrali di Kobelt, è reperibile all'interno della mucosa uretrale (ghiandole uretrali intraepiteliali) oppure circonda l'uretra bulbare (ghiandole periuretrali e parauretrali).
Ogni ghiandola bulbouretrale maggiore è composta di un grappolo (urethral cluster) costituito da numerose ghiandole otricolari bulbouretrali, i cui dotti attraversano l'intera zona centrale per fuoriuscire all'esterno, ove proseguono fino a sfociare nell'ampolla uretrale. Ciascuna ghiandola maggiore è avvolta da una capsula fibroelastica quasi sferica, da cui partono dei setti rigidi che delineano decine di zone, attraversate dai tubuli e dai dotti parauretrali, ognuna delle quali contiene una singola ghiandola otricolare (cisterna o lobo). Ciascuna ghiandola otricolare è dunque contenuta in una specifica regione, perfettamente delimitata dai setti.
Le ghiandole otricolari sono responsabili della produzione del secreto ghiandolare, che emettono attraverso i dotti parauretrali. Inoltre, la peculiare collocazione e disposizione di queste strutture concorre a determinare la forma della ghiandola principale, delineandone i quattro lobi maggiori (anteriore, laterali e posteriore) nonché le tre grandi zone (centrale, periferica o dei dotti periuretrali, stroma fibromuscolare anteriore).

### Forma e dimensioni
Nonostante le loro dimensioni siano più che apprezzabili in un'analisi macroscopica, le ghiandole bulbo-otricolari sono tra le ghiandole uretrali più piccole. Di norma, il diametro di base delle ghiandole ammonta a circa 1 mm, mentre il diametro verticale (altezza) misura generalmente 2 mm.
La loro forma è nel complesso irregolarmente conica, a base periferica e apice (il lobulo apicale) rivolto verso l'uretra; si apre in direzione anticaudale.

### Numero
Definire con precisione il numero di queste ghiandole e dei relativi dotti è molto complesso, poiché soggetto ad una forte variabilità da un individuo all'altro; può oscillare da varie decine ad oltre un centinaio di unità. In linea di massima, salvo alcune eccezioni, le ghiandole otricolari sono sempre collocate all'interno delle ghiandole di Cowper maggiori, sotto forma di grappoli (cluster) disposti come segue:
- Le due ghiandole accessorie contengono una media di 40 ghiandole e dotti; tuttavia, questo numero può variare da 30 a più di 60 unità.[29][30][31]
- Le due ghiandole diaframmatiche contengono in genere 12 - 30 ghiandole e dotti, con una media di circa 20 unità; i dotti confluiscono in 1 - 3 canali maggiori per ciascuna ghiandola.[16][32][31]
- Le ghiandole di Kobelt variano fortemente in numero: sebbene siano in genere tra 10 e 20, in alcuni individui vi sono solamente 2 - 4 ghiandole di notevoli dimensioni, in altre anche 30 - 40 ghiandole. Ciascuna ghiandola di Kobelt contiene un numero incostante di ghiandole otricolari: in media 4 - 5 ciascuna, ma questo dato può passare da un minimo di 2 fino ad 8 - 10 unità.[4][16][32][31]

Nell'anziano il numero delle ghiandole otricolari aumenta in modo considerevole, a causa del naturale processo di ingrandimento cui le ghiandole di Cowper sono sottoposte; non è inoltre raro osservare fenomeni di iperplasia paragonabili a quelli che coinvolgono la prostata, ma meno frequenti. In questo caso possono formarsi anche corpi amilacei, spesso in grado di emettere comunque del secreto, poiché costituiti da vescicole secretorie.

### Struttura
Le ghiandole tubulo-otricolari ramificate rappresentano una variante ancora più ramificata e complessa delle ghiandole tubulo-alveolari composte, in particolare per la cospicua presenza di tubuli ad ampio lume e diverticoli sacciformi (ovvero a cul de sac: a fondo cieco).

#### Anatomia delle ghiandole e dei dotti uretrali
Considerando la singola ghiandola otricolare e il relativo dotto, si possono distinguere le seguenti strutture:
- Ciascuna ghiandola è una struttura complessa e composita, costituita da decine di microlobuli (detti utricoli od alveoli), ad ognuno dei quali corrisponde in media una singola papilla (variabile di fatto da 1 a 3).[40][38][41]
- Ogni papilla presenta, sulla propria superficie, decine di micropapille (vescicole di cellule secretorie), che producono gran parte del secreto uretrale. La porzione restante, molto scarsa in quantità e spesso degenerata, è prodotta dai corpi amilacei e dagli adenomeri aberranti.[42][38][41]
- Le micropapille producono ed emettono il secreto in numerosi tubuli minuscoli, che confluiscono in tubuli intermedi: uno per ogni papilla.[40][3][43]
- I tubuli intermedi delle papille confluiscono in un condotto maggiore: il diverticolo tubulare od otricolare, uno per ciascuna ghiandola atricolare. Questi canali corrispondono ai dotti parauretrali, riferiti anche come dotti pre-eiaculatori o condotti maggiori.[3][4][29]
- Già a breve distanza dallo sbocco nell'uretra, i dotti parauretrali presentano molteplici diverticoli, che incrementano di numero e dimensione man mano che il condotto si ramifica: l'esito è un sistema labirintico e molto complesso di adenomeri tubulari od otricolari, che sboccano nel dotto principale oppure nelle sue ramificazioni.[40][3][39]
- I dotti parauretrali attraversano il parenchima della ghiandola di Cowper maggiore (cioè la vasta zona periferica) fino all'esterno.[3][4][6]
- I dotti preseminali fuoriescono dalla capsula fibromuscolare e, dopo aver attraversato la regione periuretrale (se le ghiandole maggiori sono situate in posizione extraepiteliale), fuoriescono nell'ampolla uretrale attraverso le lacune uretrali (chiamate, nello specifico, orifizi dei dotti di Cowper).[5][3][4]

#### Rapporti tra le ghiandole
Immerse nel denso stroma fibromuscolare delle ghiandole maggiori di Cowper, le ghiandole otricolari sono collegate fra loro da un complesso sistema di molti tubuli cavi, chiamati anche dotti minori, che formano una struttura fortemente ramificata e labirintica, paragonata da alcuni manuali ad un albero dai molti rami o ad un corallo. Allo stesso tempo, ciascuna ghiandola rappresenta un lobulo ed è delimitata da un setto rigido, costituito dalle diramazioni della capsula fibroelastica che avvolge le ghiandole maggiori, in una regione chiamata cisterna. I tubuli che collegano fra loro le ghiandole, le varie ramificazioni e i dotti parauretrali perforano questi setti, connettendo fra loro diverse parti della ghiandola maggiore e originando una struttura molto complessa.

#### Composizione epiteliale
I microlobuli sono costituiti da epitelio cilindrico, semplice o pseudostratificato, e sono avvolti da un plesso di capillari; soprattutto negli anziani, possono contenere aggregati di colloide di natura iperplastica, noti come corpi amilacei. Le cellule che li compongono hanno grandi nuclei basali sferici, e nella porzione apicale si ritrovano vescicole secretorie; tra le cellule secernenti, si trovano cellule neuroendocrine e adenomeri aberranti. I piccoli tubuli che si dipartono dai microlobuli sono rivestiti da un singolo strato di cellule epiteliali, di tessuto cilindrico semplice, mentre i dotti parauretrali di Cowper in cui essi confluiscono (diverticoli otricolari) sono costituiti da epitelio cilindrico a più strati; si evidenzia un duplice strato di cellule: cubiche nella porzione basale e cilindriche in quella laminare. Ciascun lobulo è inoltre circondato da una sottile membrana fibrosa nota come capsula lobulare bulbouretrale, mentre i dotti bulbouretrali sono avvolti da un sottile strato di epitelio ghiandolare colonnare, fintanto che attraversano lo stroma fibromuscolare interno. I canali maggiori o preseminali, in cui i dotti minori confluiscono, sono inoltre rivestiti da uno strato aggiuntivo di epitelio laminare semplice, con funzione protettiva.

### Dotti bulbouretrali otricolari
Indipendentemente dalla ghiandola, il lume dei dotti periuretrali ha un'ampiezza molto variabile, mentre il contorno è irregolare. A seconda della ghiandola maggiore, i dotti otricolari si riuniscono in determinati canali maggiori, che sboccano nel pavimento uretrale; si distinguono i seguenti dotti:
- I dotti diaframmatici bulbouretrali (in genere 12 - 30), riuniti in 1 - 3 canali maggiori per ciascuna ghiandola appena fuoriescono dal parenchima, sono condotti dalle ghiandole fino alla faccia inferiore dell'ampolla uretrale, passando attraverso il diaframma urogenitale. In genere raccolgono anche gli eventuali dotti delle ghiandole bulbouretrali aberranti, se presenti; in alcuni casi possono fondersi con essi, originando un dotto maggiore. Sono caratterizzati da una lunghezza notevole (in media 2,5 - 4 cm e fino a 4,5 cm in alcuni casi) e da un cospicuo diametro (0,7 - 1,1 mm).[29][30][16][47]
- I dotti accessori bulbouretrali (in media 40), riuniti in circa 5 canali maggiori per ciascuna ghiandola, sono condotti dalle ghiandole fino alla faccia inferiore dell'ampolla uretrale, spesso in corrispondenza della cresta del bulbo uretrale (una struttura omologa alla cresta principale nell'uretra prostatica), passando attraverso i muscoli uretrale e bulboglandulare, nonché il corpo spugnoso dell'uretra. I canali principali hanno un diametro di circa 6 mm e non superano mediamente i 2 cm di lunghezza.[31][32][29]
- I dotti di Kobelt (fortemente variabili nel numero) si riuniscono in un canale maggiore per ciascuna ghiandola, condotto dalle ghiandole fino all'ampolla uretrale, in genere sul pavimento inferiore. Se le ghiandole sono intraepiteliali misurano alcuni mm, ma possono essere molto più lunghi nel caso le ghiandole siano situate in posizione periuretrale (nei muscoli parauretrali o nel corpo spugnoso): fino a 2 cm.[32][33][47]

## Ghiandole bulbouretrali aberranti

### Definizione
In linea di massima, le ghiandole tubulo-otricolari bulbouretrali sono sempre collocate all'interno delle ghiandole maggiori, formando grappoli (urethral cluster) che costituiscono la maggior parte della massa ghiandolare. Saltuariamente, tuttavia, è possibile rinvenire alcune di queste ghiandole al di fuori delle capsule fibroelastiche, collocate all'interno della mucosa uretrale oppure intorno all'uretra, in sede periuretrale. Nonostante la collocazione atipica, queste ghiandole sono perfettamente funzionanti, e riversano il proprio secreto nel canale attraverso i dotti, che sboccano dalle lacune uretrali di Morgagni.

#### Significato del nome
Il termine aberrante indica semplicemente la collocazione atipica delle seguenti ghiandole, che costituisce un'ectopia: dal latino ab errare, cioè andare fuori, o per estensione fuori luogo.

#### Disambiguazione
Vengono definite ghiandole bulbouretrali aberranti (od ectopiche) anche le rare ghiandole di Kobelt collocate a livello dell'uretra membranosa, in genere intraepiteliali oppure nei muscoli del diaframma urogenitale. Pertanto, questo termine non risulta del tutto univoco.

### Descrizione
Le ghiandole bulbouretrali aberranti sono classificabili secondo la loro collocazione:
- All'interno della mucosa dell'uretra bulbare o membranosa: in questo caso si parla di ghiandole uretrali intraepiteliali. I dotti uretrali vengono condotti direttamente dalla tonaca al pavimento uretrale (dell'uretra membranosa o dell'ampolla uretrale) attraverso le lacune di Morgagni.[1][2][31][52]

- Nel corpo ghiandolare, ovvero la regione dei dotti periuretrali che circonda l'uretra maschile: in questo caso si parla di ghiandole uretrali profonde (periuretrali e parauretrali). Il corpo ghiandolare è compreso all'interno del cilindro noto come corpo spugnoso dell'uretra; le ghiandole di Cowper aberranti tendono a svilupparsi nella porzione prossimale dilatata di questa struttura: il bulbo del corpo spugnoso.[2][31][52][53]

- Nei muscoli uretrale e bulboghiandolare: due piccoli muscoli di forma anulare, collocati ai lati del bulbo di Kobelt, che ospitano e proteggono le ghiandole bulbouretrali accessorie. Le ghiandole collocate in questa zona si caratterizzano per i dotti molto lunghi (fino a 2 cm), perché devono attraversare i muscoli e il corpo spongioso per poi sversare il proprio secreto nelle lacune dell'uretra.[54][55][56]
- Nel diaframma urogenitale che circonda l'uretra membranosa: più specificamente, nelle fibre uretraciniche del compressore uretrale, che si avvolgono a formare il canale detto uretra esterna. Sebbene in rari casi possano sviluppare dotti molto lunghi (2,5 - 4,5 cm), che sfociano nella fossa del bulbo uretrale, quasi sempre i loro dotti si uniscono ai canali maggiori dei dotti diaframmatici, spesso fondendosi con un dotto preesistente a formare un dotto maggiore.[2][31][52][53]

## Funzione

### Pre-eiaculazione

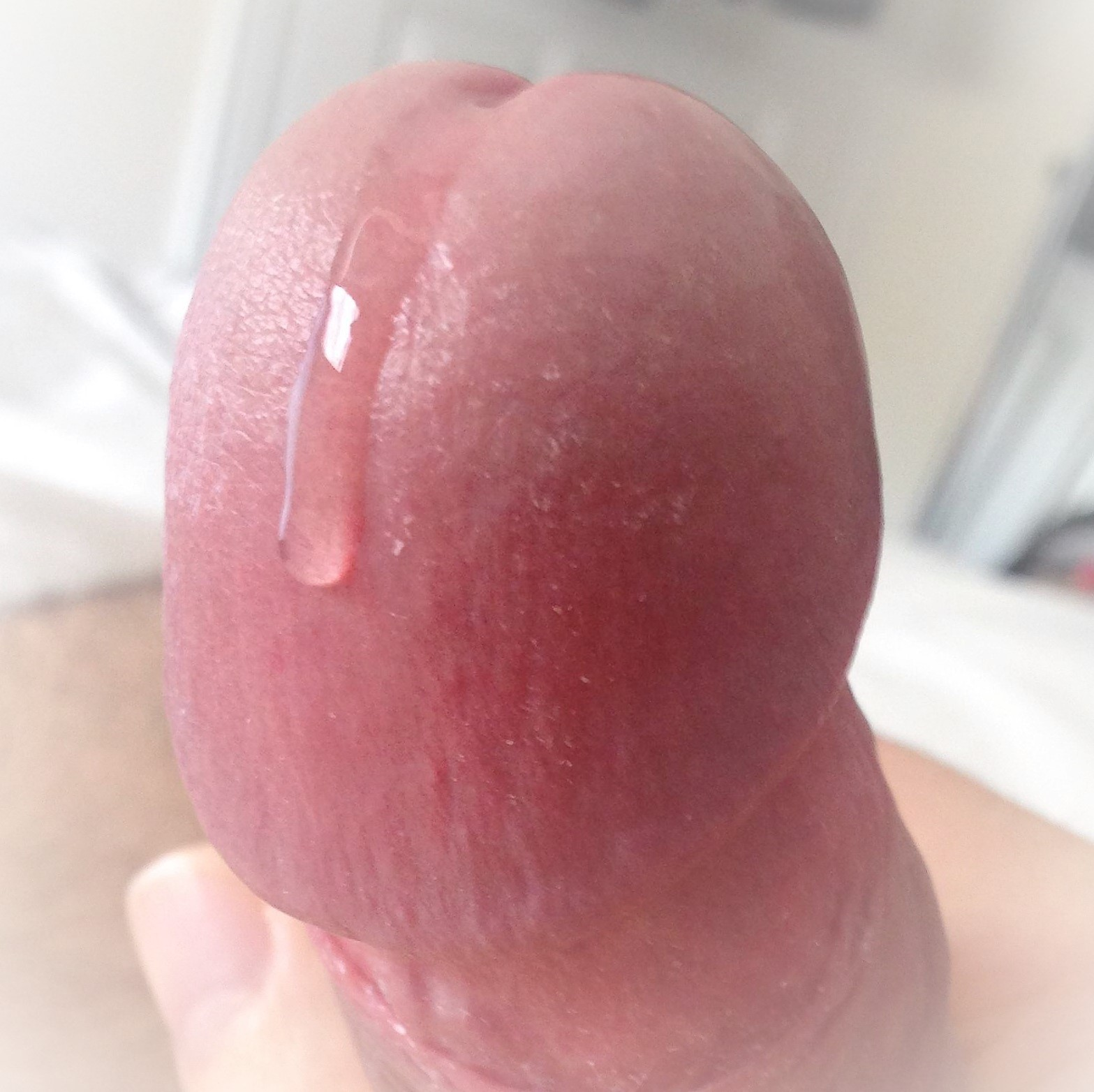
Secretio ex libidine, prodotta dalle ghiandole uretrali accessorie ed emessa dal meato uretrale

Le ghiandole otricolari di Cowper contribuiscono a produrre parte del liquido preseminale (detto anche pre-eiaculazione o liquido di Cowper - Littré). Questo secreto viene emesso durante la fase di eccitazione, e il suo volume è paragonabile a quello dello sperma, benché estremamente variabile da un individuo all'altro (da 0,5 ml a 14 ml, con una media di 2 - 5 ml). Ha il compito di:
- Lubrificare l'intera uretra, e soprattutto l'uretra peniena, per preparare il successivo passaggio del seme; vengono espulse varie mucoproteine che formano un velo di rivestimento.[60][24][61][62]
- Neutralizzare l'acidità delle urine ed innalzare sensibilmente il pH vaginale, rendendo così alcalino l'ambiente per non nuocere agli spermatozoi (il pH del liquido prespermatico è infatti compreso tra 8,1 e 9,1).[60][24][61]
- Favorire la risposta immunitaria in uretra e in generale nell'apparato urogenitale, grazie alla produzione ed emissione di numerose glicoproteine, incluso l'antigene prostatico specifico o PSA.[15][19][21]
- Emettere una soluzione antimicrobica per evitare infezioni urinarie durante e dopo il rapporto; questo è uno dei principali fattori per cui le infezioni della vescica (cistiti batteriche o fungine) sono molto più frequenti nel sesso femminile.[63][64][65][66][12] L'insieme delle sostanze antibatteriche e antimicotiche prende il nome di fattore antimicrobico di Cowper, e contiene rilevanti quantità di zinco libero e magnesio.[63][67][68][66][12] Altre sostanze antimicrobiche, e in minor parte antinfiammatorie, sono costituite da acido sialico, potassio, fosforo, rame e acido ialuronico.[69][70][71][72][73]

### Secrezioni costanti
Fuori dallo stato di eccitazione, le ghiandole otricolari bulbouretrali svolgono la stessa funzione di tutte le ghiandole uretrali e parauretrali. Di conseguenza, le loro secrezioni (drenate costantemente attraverso i dotti parauretrali):
- Contribuiscono ad una costante lubrificazione dell'uretra peniena e dei dotti bulbouretrali stessi, emettendo mucoproteine.[50][24][51]

- Concorrono a proteggere il pavimento uretrale dall'acidità delle urine, evitandone l'irritazione grazie al deposito di uno strato protettivo di secrezioni mucose con funzione riepitelizzante.[74][75][76] Questo velo fa scivolare via anche gli scarti, ad esempio le cellule staccate con la desquamazione e lo smegma.[74][75][77]
- Potenziano la risposta immunitaria in uretra e in generale nell'apparato urogenitale, emettendo glicoproteine (tra cui spicca l'antigene prostatico specifico o PSA).[15][19][21]
- Contribuiscono a proteggere l'apparato urogenitale da infezioni urinarie (ad esempio uretriti, uretrocowperiti) attraverso l'emissione di peptidi con proprietà antimicrobiche, in particolare antibatteriche e (in minor parte) antimicotiche. Questo è uno dei principali fattori per cui le infezioni della vescica (cistiti batteriche o fungine) sono molto più frequenti nel sesso femminile.[63][64][65][66][12]

### Drenaggio
La presenza di un catetere nel maschio può limitare o impedire il naturale drenaggio del secreto delle ghiandole parauretrali, con il rischio di provocare infezioni (uretriti) che possono eventualmente ascendere attraverso i dotti parauretrali, fino ad infiammare le ghiandole stesse. Viene inoltre limitato fortemente l'apporto del fattore antimicrobico di Cowper e delle sostanze protettive, con il rischio di lasciare l'epitelio uretrale scoperto verso fenomeni infettivi o infiammatori.

## Composizione del secreto

### Fattore antimicrobico di Cowper
Il fattore antimicrobico di Cowper fa parte delle secrezioni note come fattore antimicrobico dell'uretra maschile: si tratta di sostanze emesse da tutte le ghiandole uretrali e periuretrali, sia costantemente sia attraverso le secrezioni sessuali, volte a proteggere e sfiammare l'uretra maschile.

#### Secrezione costante
Le analisi effettuate sulle secrezioni di natura non sessuale hanno mostrato la presenza di questi elementi:
- Zinco libero, presente in una quantità media di 640 microgrammi  / mL (280 - 1500 microgrammi / mL) nell'individuo sano; possiede notevoli proprietà antibatteriche e antimicotiche, nonché una discreta capacità antinfiammatoria.[63][67][68][66][89] Negli individui con infezione cronica a carico delle ghiandole bulbouretrali o con notevole iperplasia (specie negli anziani), la quantità di zinco viene ridotta anche sotto i 100 microgrammi / mL, aumentando il rischio di infezioni urinarie.[63][67][68][90][91]
- Magnesio, presente in una quantità media di 380 microgrammi / mL (100 - 750 microgrammi / mL) nell'individuo sano; mostra cospicue abilità antibatteriche e, in minor parte, antimicotiche.[92][93][94]
- Potassio, presente in una quantità media di 3000 microgrammi / mL nell'individuo sano; nonostante il volume considerevole, le sue proprietà antibatteriche, antimicotiche e antinfiammatorie sono inferiori a quelle di zinco e magnesio, pur svolgendo comunque un ruolo rilevante in questo campo.[95][96][97]
- Quantità meno rilevanti (sotto i 150 microgrammi / mL) di acido sialico, fosforo e acido ialuronico, con funzione antimicrobica e antinfiammatoria, sono presenti in questo fluido.[69][70][71][72][73]
- Sono rinvenibili anche tracce di rame puro che, nonostante il volume modesto (inferiore ai 40 microgrammi / mL), mostra proprietà antibatteriche molto notevoli; possiede anche proprietà antimicotiche e antinfiammatorie, ma di minore entità.[92][95][98][99]

Zinco, magnesio, fosforo, rame e acido ialuronico sono presenti in tutte le ghiandole uretrali, mentre l'acido sialico e il potassio si possono ritrovare (in quantità apprezzabili) solo nel fattore antimicrobico prostatico e vescicolare.

#### Liquido di Cowper - Littré
La porzione di secretio ex libidine prodotta dalle ghiandole bulbouretrali mostra in linea di massima le stesse componenti della secrezione costante (riportate nel paragrafo precedente), con alcune differenze in composizione e quantità:
- La quantità dello zinco libero è sensibilmente superiore, ammontando ad una media di 880 microgrammi  / mL (390 - 2000 microgrammi / mL) nell'individuo sano; lo stesso vale per il magnesio (490 microgrammi / mL), l'acido sialico e ialuronico (250 microgrammi / mL) e il rame puro (inferiore ai 60 microgrammi / mL).[100][101][102][70][103]

- Gli studi hanno rilevato anche microscopiche tracce d'argento puro (fortemente inferiori ai 10 microgrammi / mL), dotato di considerevoli proprietà antibatteriche.[104][105][95]

Il principale motivo di queste differenze va ricercato nel fatto che il rapporto comporta un elevato rischio di infezioni delle vie urinarie, a causa dei possibili traumi cui l'uretra è sottoposta e, soprattutto, del rischio di una trasmissione batterica: questo è molto evidente nel sesso femminile (la cui uretra non secerne alcun fattore antimicrobico), per cui l'infezione urinaria più comune è proprio la cistite postcoitale. Per contrastare il pericolo di infezioni, l'uretra maschile si avvale dunque del secreto emesso dalle ghiandole uretrali, le cui componenti aumentano in quantità e qualità nella secretio ex libidine, proprio con lo scopo di contrastare un passaggio batterico e ridurre al minimo il rischio di infezioni durante e dopo il rapporto. Gli studi dimostrano che l'efficacia antimicrobica e antinfiammatoria di questo secreto perdura per diverse ore dopo la sua emissione (fino a 24 ore in casi particolari), con un picco di attività nei minuti successivi all'espulsione e un effetto apprezzabile della durata di 4 - 6 ore.

### Fattore riepitelizzante
Un'altra importante funzione svolta dalle ghiandole di Cowper nel loro complesso è l'emissione di un secreto riepitelizzante; ancora una volta, si tratta di una sostanza emessa da tutte le ghiandole uretrali e periuretrali, costantemente o con le secrezioni sessuali, volta a proteggere l'uretra maschile. Oltre a salvaguardare il delicato pavimento uretrale dall'acidità delle urine (sia depositando un velo protettivo, sia grazie al proprio pH basico) queste sostanze sfiammano l'uretra e accelerano o favoriscono i processi di guarigione e cicatrizzazione delle ferite alla mucosa.

#### Composizione
La composizione del fattore riepitelizzante non varia particolarmente dalle secrezioni costanti al liquido di Cowper - Littré; include questi elementi:
- Mucina e numerose altre mucoproteine, con funzione protettiva e lubrificante per il pavimento uretrale.[60][24][61][62]
- Squalene, un lubrificante naturale rintracciabile anche nelle secrezioni vaginali e nel fegato, presente in quantità moderatamente basse (sotto 80 microgrammi / mL).[113][114][115]
- Bicarbonati, potassio e magnesio, volti a rendere alcalina la secrezione mucosa, per proteggere il pavimento uretrale e favorire la sopravvivenza degli spermatozoi in uretra e soprattutto nell'ambiente acido della vagina. Il pH di questo fluido varia infatti da moderatamente basico (8,1) a fortemente basico (finanche 9,1), ed innalza sensibilmente il pH vaginale.[60][24][61]
- Acido sialico e ialuronico, presenti in quantità moderate (sotto i 150 microgrammi / mL per le secrezioni comuni, oppure 250 nella pre-eiaculazione). Si caratterizzano per le spiccate proprietà riepitelizzanti, e facilitano la guarigione delle mucose danneggiate e infiammate; in particolare, consistenti livelli di acido ialuronico sono rintracciabili nell'urotelio e in altri tessuti del tratto urinario.[69][70][71][72][73]

### Altri elementi
Nel liquido di Cowper - Littré si possono rinvenire anche altri elementi, la cui funzione non può essere classificata secondo i precedenti criteri:
- Numerose glicoproteine, incluso l'antigene prostatico specifico o PSA, volte a potenziare la risposta immunitaria dell'uretra e dell'apparato urogenitale. Esattamente come avviene per il liquido seminale, la quantità di antigene emessa attraverso la pre-eiaculazione è notevolmente superiore a quella delle secrezioni costanti.[24][64][65][66][116] Inoltre, la funzione delle ghiandole di Cowper è quasi esclusivamente endocrina, poiché solo una quantità minima di antigene viene immessa nel circolo sanguigno.[64][65][66][116]
- Svariate proteine, tra cui spicca l'albumina, volte alla fluidificazione del seme sia in uretra sia nell'acido ambiente vaginale.[117][118][119]
- Diversi zuccheri, tra cui spicca il galattosio (finanche 900 microgrammi / mL), presente solo nella pre-eiaculazione e volto a nutrire gli spermatozoi che saranno successivamente emessi con l'eiaculazione vera e propria.[120][121][122]

#### Potenziali trasmissioni
Il fluido di Cowper - Littré, prodotto nel suo complesso da numerosissime ghiandole uretrali accessorie dislocate lungo l'intera uretra, di norma non contiene naturalmente spermatozoi, tuttavia raccoglie quelli emessi con le precedenti eiaculazioni e non espulsi dall'uretra. Pertanto, una possibilità di causare gravidanza è improbabile ma non può essere assolutamente esclusa.
Diversi studi hanno dimostrato la possibilità di questo fluido di veicolare infezioni sessualmente trasmissibili; in particolare, la sua probabilità di trasmettere il virus dell'HIV sembra perfino superiore a quella del liquido seminale vero e proprio. Questo fenomeno potrebbe derivare dal fatto che il liquido preseminale, a differenza dello sperma, non presenti un significativo fattore antivirale, che secondo le ricerche potrebbe inibire anche l'HIV.

## Clinica

### Patologie
Dal punto di vista clinico, ghiandole atricolari bulbouretrali sono significative per vari fenomeni di entità e incidenza molto variabili. Questi includono in particolare:
- Iperplasia: aumento incontrollato del numero e delle dimensioni delle ghiandole otricolari, con conseguente eccesso di massa della ghiandola maggiore.[132][24][133][134]
- Infezione e infiammazione: le uretriti o parauretriti microbiche, sia ascendenti sia discendenti, possono estendersi alle ghiandole bulbouretrali, portando alla flogosi della ghiandola (nota come uretrocowperite o semplicemente cowperite). Se non trattata, può portare ad ascesso parauretrale e stenosi uretrale.[135][136][137][138]
- Cisti uretrale o parauretrale: è possibile che le ghiandole sviluppino edemi e neoformazioni cistiche, a seguito di infezioni o lesioni iatrogene. Non è raro che le cisti parauretrali si sviluppino dalle ghiandole otricolari, ma è più probabile che si formino nei dotti bulbouretrali, bloccandone il drenaggio fino al totale impedimento: questo fenomeno è noto come cisti del dotto bulbouretrale.[139][140][141]
- Siringocele: abnorme dilatazione cistica delle ghiandole o dei dotti di Cowper, di varia origine, spesso congenita; può portare a stenosi uretrale se non trattata.[142][143][30]
- Diverticolo uretrale o parauretrale: dilatazione anomala e sacciforme dell'uretra, sporgente o rientrante, dovuta alla dilatazione delle ghiandole e dei dotti uretrali, che provoca un prolasso della parete.[144][145][146]
- A livello dell'orifizio dei dotti uretrali possono formarsi masse cicatriziali (stenosi uretrale anulare o allungata, valvola uretrale) oppure depositarsi calcoli uretrali (primari se originati nella lacuna uretrale, secondari se provenienti dal dotto stesso o da altre regioni dell'apparato urogenitale).[147][148][149][150]
- Neoplasie: le ghiandole bulbouretrali sono talora soggette a fenomeni neoplastici, sia benigni sia maligni, in particolare l'adenocarcinoma uretrale o parauretrale.[151][152][153][154]

#### Catetere
La presenza del catetere urinario aumenta fortemente il rischio di infezioni, poiché ostruisce il drenaggio del secreto uretrale.  Viene inoltre limitato fortemente l'apporto del fattore antimicrobico di Cowper e delle sostanze protettive, con il rischio di lasciare l'epitelio uretrale scoperto verso fenomeni infettivi o infiammatori. Inoltre, solo nel maschio sono estremamente frequenti i traumi iatrogeni dell'uretra e, conseguentemente, delle ghiandole uretrali e dei relativi dotti.

#### Sintomatologia
I sintomi più comuni delle patologie che coinvolgono le ghiandole uretrali sono minzione dolorosa e difficoltosa (disuria, stranguria), dolore o bruciore uretrale (uretrodinia) perdite di sangue vivo uretrale (uretrorragia), sangue nell'urina (ematuria) o nell'eiaculato (emospermia), ritenzione urinaria. Possono essere presenti anche altri sintomi, quali secrezioni anomale dall'uretra (uretrorrea), piuria, frequenza o urgenza urinaria e tenesmo vescicale. In caso di notevole ingrossamento delle ghiandole o dei dotti uretrali, può insorgere ritenzione urinaria acuta (con totale impossibilità di svuotamento della vescica) oppure cronica.